# 소말리아 내전 (2009년~2023년)
소말리아 내전(소말리어: Dagaalkii Sokeeye ee Soomaaliya ilaa 2009kii; 아랍어: الحرب الأهلية الصومالية منذ عام ٢٠٠٩ al-ḥarb al-’ahliyya aṣ-ṣūmāliyya mundh 'eam 2009)은 소말리아 내전의 지속적인 국면으로, 주로 소말리아 남부와 중부 지역에서 집중적으로 벌어졌다. 이 전쟁은 2009년 1월 말에 시작되었으며, 2023년까지 소말리아 연방정부군과 아프리카 연합 평화유지군이 알카에다에 충성을 맹세한 알샤바브 무장세력(2012년)과 대립하고 있었다.
2006년 에티오피아의 소말리아 침공 후 이어진 반란 기간 동안, 알샤바브는 급부상하며 주요 영토를 점령했다. 에티오피아 군의 군사 점령이 끝나기 몇 주 전, 이슬람 반군들은 남부 지역 대부분을 장악했으며 과도연방정부(TFG)는 붕괴 직전에 있었다. 2009년 초 에티오피아군이 소말리아에서 철수하였고, 전 이슬람 법정 연합 지도자인 샤리프 아흐메드가 과도연방정부 대통령으로 선출되면서 내전은 새로운 국면에 접어들었다. 알샤바브와 연합 이슬람 단체들은 2009년과 2010년 동안 새 과도 연방 정부와 아프리카 연합 임무(AMISOM)에 맞서 싸움을 계속하며 취약한 정부를 더욱 약화시켰다. 2010년까지 알샤바브는 다른 세력을 흡수하면서 최대 작전 능력을 발휘하며 공격 방식에 급진적인 변화를 받아들이기 시작했다. 그 해, 이 단체는 히즈불 이슬람과 통합하였으며, 우간다의 AMISOM 지원에 대응하여 캄팔라 폭탄 테러를 실행하기도 했다.
2011년 8월, 알샤바브는 모가디슈에서 철수하며 2007년 반란이 시작된 이후 도시에서 구축했던 상당한 통제력을 잃었다. 이 단체는 수도에서 작전을 계속 수행하고 있으나, 2011년 철수는 강력한 반군의 세력 종말을 의미했다. 2011년 10월, 알샤바브를 겨냥한 케냐의 남부 소말리아 침공 작전인 린다 은치 작전이 시작되었다. 케냐의 작전과 동시에, 에티오피아군(ENDF)은 2009년 철수 이후 처음으로 대규모로 소말리아에 복귀했다. 2012년까지 군사적 승리로는 갈등을 해결할 수 없다는 점이 점차 분명해졌으며, 같은 해 알샤바브는 알카에다에 충성을 맹세했다. 2014년, 소말리아 내의 ENDF 병력은 공식적으로 AMISOM에 통합되었다.
계속되는 도전에도 불구하고, 2023년까지 알샤바브는 여전히 소말리아 남부의 광범위한 지역을 통제하고 있었다. 이 단체는 많은 농촌 지역에서 영향력을 유지하고 있으며, 현재는 영토 확보보다 게릴라전과 테러 공격에 우선순위를 두고 있다. 이슬람 국가-소말리아 지부(ISS)와 히즈불 이슬람 또한 양측에 대해 공격을 수행했다. 양측 2020년대에도 지속적으로 분쟁을 이어갔으나. 2023년 2월 6일 소말리아 정부와 푼틀란드 사이에 군사적 충돌이 발생하고 2023년 5월 소말리아 중앙정부에 대항해 지역 정부가 갈등을 빚으며 내전은 다시 새로운 국면에 접어들었다.

## 배경
현재 소말리아의 합법적 정부인 TFG는 과거 한때 ICU와 협력하는 관계였다. 2006년 미군이 철수하고, 에티오피아군이 주둔하면서, TFG는 ICU에 대한 지원을 끊고, 자신들만의 법집행을 강화했다. 이렇게 ICU가 패퇴하면서, 그 내부가 여러 파벌로 분열되었다. 여러 파벌이 있지만, 대표적으로, 알샤바브는 급진파를 이끌고 있다. 그는 TFG와 에티오피아군의 주둔에 반했다. 현재 소말리아 TFG의 대통령인 셰이크 아메드는 온건파를 이끌고 있었으며, ICU의 의장이었다.
2007년과 2008년을 거쳐, 알샤바브는 군사적 승리를 이루었으며, 소말리아 중부와 남부의 전략상 핵심적인 마을을 점령했다. 2008년 말에 알샤바브 바이도바를 점령했으나, 모가디슈는 점령하지 못했다. 2009년 1월 알샤바브와 다른 민병들은 에티오피아군이 철수하라고 강요했다.
Alliance for the Re-liberation of Somalia Djibouti (ARS-D) 파벌을 이끄는 Sheikh Sharif Sheikh Ahmed와 TFG 총리 Nur Hassan간에 권력분배에 대한 합의가 지부티에서 이루어졌다. 반면에, 알샤바브는 온건파들의 합의와 별개로, 평화협정에 반대하면서, 자신이 점령한 영토를 내놓지 않았다.
Alliance for the Re-liberation of Somalia Asmara (ARS-A) 파벌을 포함해 4개의 이슬람 그룹이 합병하여 탄생한 히즈불 이슬람이 알샤바브와 연합했다.
TFG와 연합하였으며, 에티오피아의 지원을 받고 있는 다른 이슬람 그룹인 알루 수나 왈자마아는 알샤바브에 대한 공격을 계속했다.
500명의 의원 중 275명이 찬성하여, 2009년 1월 31일 소말리아 의회에서 ARS 리더인 셰이크 아메드가 TFG 대통령으로 선출되었다. 알샤바브가 수도 모가디슈의 소말리아 의회와 소말리아 대통령궁을 공격하는 보안상의 문제로, 또한 국제 사회에서 소말리아 대통령 선출의 적법절차를 직접 볼 수 있게 하기 위해서, 대통령 선출을 위한 의회는 지부티에서 열렸다.
셰이크 아메드 대통령이 2009년 2월 모가디슈의 대통령궁에 도착한 이래, 알샤바브는 그에 반대하면서 내전인 2009년 소말리아 전쟁을 일으켰다.
역사적으로, 소말리아인들은 대소말리아를 위해 오가덴 지역의 회복을 바라고 있다. 그러나, 소말리아는 인구 900만명의 소국인 반면, 에티오피아는 인구 8500만명의 대국이다. 역사적으로, 두 나라간에 잦은 전쟁이 있었다.

## 같이 보기
- 소말리아 내전
- 알샤바브
- 오가덴

## 참고

### 내용주
1. ↑  소말릴란드는 1991년 독립 선언 이후 사실상 소말리아의 통제권을 벗어난 미승인 독립국이다.